# تیارا ایر
تیارا ایر (به انگلیسی: Tiara Air) یک شرکت هواپیمایی با کد یاتا 3P است که در تاریخ ۲۰۰۶ میلادی تأسیس شده و در تاریخ ۶ آوریل ۲۰۰۶ فعالیتش را آغاز کرده‌است.
دفتر مرکزی تیارا ایر در اورنجستاد، آروبا واقع شده‌است و قطب این شرکت هواپیمایی در آروبا، فرودگاه بین‌المللی کویین بیاتریکس قرار دارد و به ۴ مقصد، پرواز مستقیم انجام می‌دهد.

## مقصدهای پروازی
| [Hub] | قطب و پایگاه  |
| [F]   | مسیرهای آینده |
| [S]   | فصلی          |
| †     | قطب           |
| ¤     | شهر مرکزی     |
| #     | متوقف‌شده      |

## ناوگان هوایی
ناگان هوایی تیارا ایر (ژانویه ۲۰۱۵) به شرح زیر است:
- ۱ فروند لیرجت ۳۵ (آمبولانس هوایی وی سرویس وی‌آی‌پی/چارتر)

کرایه‌ای:
- ۱ فروند سسنا ۲۰۸ کاروان (اجاره‌شده از Albatros Airlines)
- ۲ فروند امبرائر ئی‌ام‌بی ۱۲۰ برازیلیا (اجاره‌شده از Albatros Airlines)
- ۱ فروند Shorts ۳۶۰ (اجاره‌شده از Comeravia)